# Wismilak International 2001
Wismilak International 2001 — жіночий тенісний турнір, що проходив на відкритих кортах з твердим покриттям у Балі (Індонезія). Належав до турнірів 3-ї категорії в рамках Туру WTA 2001. Відбувсь усьоме і тривав з 24 до 30 вересня 2001 року. Несіяна Анжелік Віджайя, для якої це був перший турнір WTA в кар'єрі, потрапила на нього завдяки вайлдкард і здобула титул в одиночному розряді й отримала 27 тис. доларів США.

## Фінальна частина

### Одиночний розряд
Анжелік Віджайя —  Йоаннетта Крюгер, 7–6(7–2), 7–6(7–4)
- Для Віджайї це був 1-й титул в одиночному розряді за кар'єру.

### Парний розряд
Еві Домінікович /  Тамарін Танасугарн —  Джанет Лі /  Вінне Пракуся, 6–7(4–7), 6–2, 6–3